# Koninklijk Lyceum Tienen
Het Koninklijk Lyceum Tienen was oorspronkelijk een staatsschool voor meisjes. Ze werd in 1883 in de Potteriewijk van Tienen opgericht als de École Moyenne de l’État pour Filles. In 1956 verhuisde de school naar nieuwe gebouwen aan de Albertvest.  Op 1 september 1960 kreeg de school zijn nieuwe naam, ‘Koninklijk Lyceum’.
Eind jaren 1980 begon het leerlingenaantal dramatisch te dalen zodat de school in 1996 noodgedwongen fuseerde met het Koninklijk Atheneum. In 1999 werden de schoolgebouwen overgedragen aan het gebouwenfonds. De basisschool Tienen-West bleef er gehuisvest tot juni 2003. De stad Tienen huurde de vleugel langs de kliniekstraat van 2004 tot 2011 om er de stedelijke academie in te huisvesten. Sindsdien staat het gebouw weer leeg.

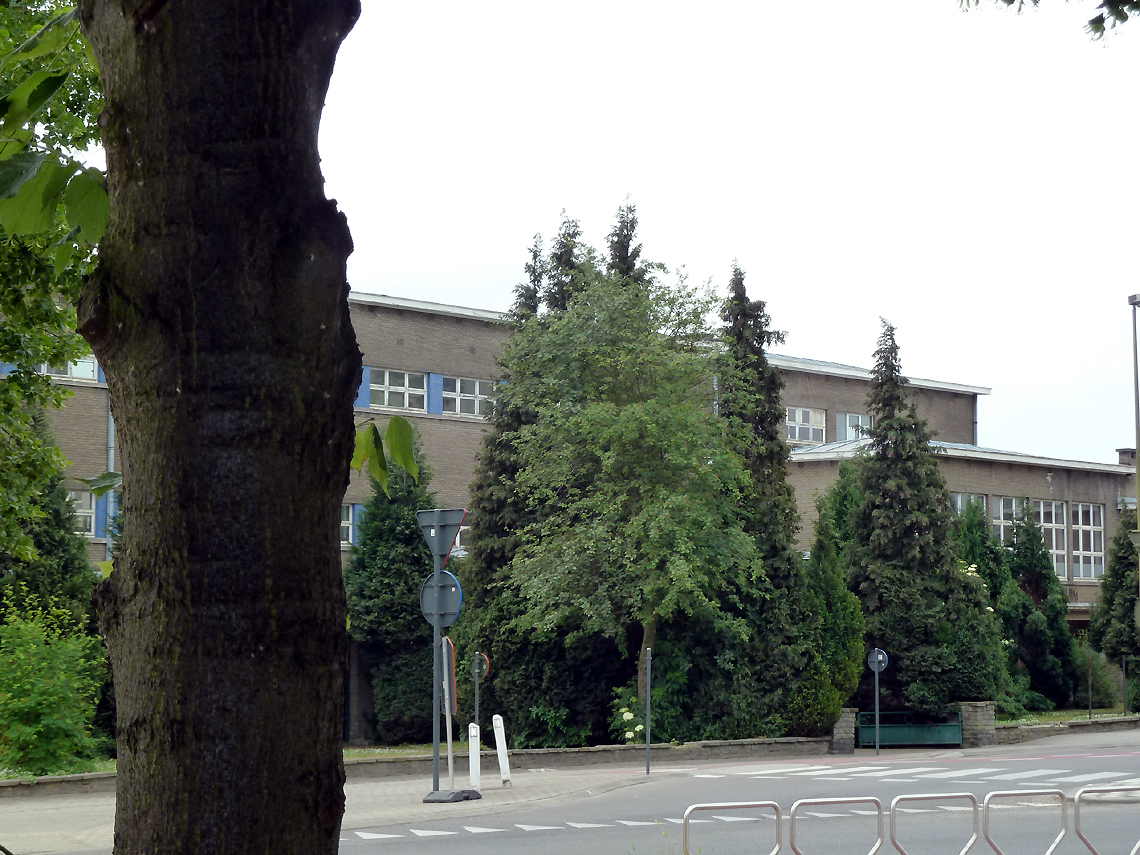
Ingang Albertvest

## Voorgeschiedenis
Het pand aan de Bostsestraat waar de ‘École Moyenne’ werd opgericht, maakte voorheen deel uit van het Tiense begijnhof. Het was het ‘pastoreel huys’ – de pastorie – die in 1350 langs de Borchgracht werd gebouwd buiten de ommuring van het begijnhof. Omstreeks 1795 werd op dezelfde plaats een nieuw gebouw neergezet in Lodewijk XVI-stijl, gefinancierd door barones de Kettenis, die op 19 november 1793 in het begijnhof was geprofest. De pastorie herbergde drie priesters.
In 1797 schafte het Franse regime de begijnhoven af en maakte er Hospices Civiles van ten bate van de noodlijdenden. Al de goederen, hoven, landerijen, begijnenhuizen, begijnhofkerk, kapel en ook de pastorie gingen naar het ‘Hospice van Tienen’ (later de C.O.O. en nu het O.C.M.W. genoemd). In 1843 werd het grootste gedeelte van het begijnhof verkocht aan de paters dominicanen van Gent, die er een klooster van maakten. De pastorie werd verhuurd aan de Soeurs de Notre Dame uit Namen, die er op verzoek van het Tiense stadsbestuur en de geestelijkheid een school voor arme meisjes van maakten. Later voegden de zusters er nog een school aan toe voor meisjes van gegoede stand en nog later een kostschool en een zondagsschool voor volwassenen. In 1879 verlieten de zusters het pand. In 1883, in het kader van de eerste Belgische schoolstrijd, openden de staat en de stad er een rijksmiddelbare school voor meisjes, de ‘École Moyenne de l’État pour Filles’. 
Vóór de wet-Van Humbeeck was het meisjesonderricht in Tienen uitsluitend in handen van religieuzen: les Soeurs de Notre Dame, les Soeurs Annonciades en les Soeurs du Sacré Coeur. Zij hadden hun eigen scholen maar onderwezen ook in een ‘école adoptée’, een school van de stad die meer dan driehonderd leerlingen telde.
In 1879 werd de wet Van Humbeeck gestemd waarmee de regering van Frère-Orban de vrije lagere scholen wou vernietigen. Van Humbeeck, als vrijmetselaar een exponent van het liberale radicalisme, voerde als minister van onderwijs openlijk oorlog tegen het catholicisme: Un cadavre est sur la terre, il barre la route du progrès. Ce cadavre du passé, pour l’appeler par son nom, carrément, c’est le catholicisme. Alle 2600 Belgische gemeenten werden verplicht een officiële lagere school te hebben. Godsdienstonderricht en de subsidiëring van vrije scholen werd verboden. Onderwijzers verbonden aan de gemeentescholen moesten in staatsnormaalscholen gevormd zijn. In die omstandigheden konden de zusters niet langer les geven in de stadsschool. De bisschoppen verboden daarop de ouders, op straf van het weigeren der sacramenten, hun kinderen naar ‘goddeloze scholen’ te sturen en de leerkrachten er onderricht te geven. 1350 Belgische onderwijzers namen ontslag en het staatsonderwijs liep nagenoeg leeg, ook in Tienen. Van de meer dan vijfhonderd meisjesleerlingen in 1881 bleven er in het stedelijk onderwijs in december 1883 slechts 79 over. De École Moyenne startte dus niet direct onder een gunstig gesternte.

## Start
Van bij haar oprichting werd de École Moyenne van rechtswege geleid door een plaatselijk bestuurscollege, voorgezeten door de burgemeester of één door hem afgevaardigde schepen. Behalve de schepenen zaten in het bestuur ook vier tot zes door de regering benoemde leden. Het bestuurscollege had verregaande bevoegdheden: het stelde de schoolbegroting op, controleerde de rekeningen, adviseerde over de benoeming van directie en personeel en over te gebruiken handboeken. Het bestuurscollege ontwierp het huishoudelijk reglement en liet het naleven met ijzeren hand. (Pas in 1950, met de wet van 24 maart, werden deze bestuurscolleges afgeschaft.)
Als eerste bestuurster van de school werd juffrouw Lydia De Doncker – later mevrouw Lydia Giroul-De Doncker – aangesteld, die tot dan regentes was te Brugge. Zij zou de school leiden van 1883 tot 1911. Bij de start in 1883 daagden 79 leerlingen op die in de lagere afdeling in drie graadklassen werden opgevangen. In de middelbare afdeling was er slechts één leerjaar. 
Het leerlingenaantal steeg gestaag tot 236 in 1907, 285 in 1919.

## Frans en/of Nederlands
Op het einde van de negentiende eeuw beheerste de Franse taal het politieke, sociale en economische leven in België. Alle correspondentie tussen de onderscheiden bestuurslichamen geschiedde in het Frans en ook in het middelbaar onderwijs werd louter Frans gebezigd. In 1883 werd echter de wet Coremans gestemd die inzake het taalgebruik in het onderwijs voorschreef dat alle lessen in de voorbereidende afdelingen van de middelbare rijksscholen in het Nederlands moesten gegeven worden. De taallessen Nederlands, Engels en Duits mochten niet langer in het Frans onderwezen worden en de terminologie van de lessen geschiedenis, aardrijkskunde, wiskunde en wetenschappen moesten zowel in het Nederlands als in het Frans aangeleerd worden. (Vergeleken met het vrij onderwijs, waar deze wet pas vanaf 1910 gedeeltelijk zou worden toegepast, was het officieel onderwijs qua Nederlands taalgebruik een baanbreker.)
In vele scholen bleef de wet Coremans in het begin dode letter. Er was onwil bij instellingshoofden en leerkrachten – niet zo echter in de Tiense École Moyenne. De bestuurster Giroul-De Doncker keek erop toe dat de taalvoorschriften in haar school werden toegepast. Samen met het bestuurscollege protesteerde ze echter toen in 1910 een ministeriële brief de scholen de opdracht gaf de lessen geschiedenis uitsluitend in het Nederlands te geven. Men vreesde dat deze nieuwe richtlijn de school leerlingen zou kosten. Niet onterecht want in 1910 slonk het aantal leerlingen tot 178. Zowat alle Vlaamse steden hadden in die tijd een dunne Franstalige bovenlaag die op politiek, economisch en sociaal vlak de lakens uitdeelde en die welstellend was. De scholen beconcurreerden elkaar dan ook om de telgen van die families aan te trekken. In die concurrentiestrijd lagen de kaarten gunstig voor de vrije scholen waar de taalwet Coremans niet van toepassing was en dus integraal Franstalig onderwijs kon gevolgd worden.
Juffrouw Michotte, in 1911 de opvolgster van bestuurster Giroul-De Doncker, vroeg bij haar aantreden in een stoute brief aan de Minister om de Tiense École Moyenne te mogen splitsen in een Franstalige en een Nederlandstalige afdeling ‘zodat de school de leerlingen zou kunnen onderwijzen in hun respectieve moedertaal’. Zij verklaarde zich akkoord met de wet Coremans van 1883 ‘in zoverre het ging om scholen met een homogene Vlaamse schoolbevolking’. Maar dat was beslist niet het geval voor de Tiense scholen. Die trokken ook leerlingen aan uit Franstalige Tiense families en leerlingen uit de vier Waalse gemeenten van het kanton Tienen en uit het kanton Geldenaken. Bestuurster Michotte kreeg haar zin niet. De opsplitsing van de school in een Nederlandstalige en een Franstalige afdeling zou pas een aanvang nemen in 1919 in het middelbaar onderwijs en in 1921 in het lager onderwijs. De opsplitsing bleek een succes: in 1927 telde de school 253 leerlingen waarvan er 107 in de ‘section française’ waren ondergebracht. Daar waren ook Vlaamse meisjes bij want heel wat Nederlandstalige ouders vonden het wenselijk hun dochters Franstalig onderwijs te laten volgen.
Hoewel pas vanaf 1923 het gebruik van het Nederlands in bestuurszaken werd opgelegd, werden vanaf 14 januari 1922 alle verslagen van de Tiense École Moyenne – voortaan de ‘Rijksmiddelbare Meisjesschool’ - in het Nederlands opgesteld. Het aantreden van het nieuwe stadsbestuur op 1 januari 1922 onder leiding van burgemeester Charles Dejaegher zal daar wel niet vreemd aan geweest zijn.

## Nieuw bestuur: de schoolraad
De rol van het stadsbestuur als leidinggevende in de École Moyenne – Tienenaars bleven de Franse naam gebruiken - was uitgespeeld na de Tweede Wereldoorlog. Nog eenmaal per jaar kwam het bestuurscollege samen en uit de verslagen kan men opmaken dat de vroegere machtspositie van de stadsmagistratuur in schoolaangelegenheden tijdens de oorlog gesneuveld was. Vóór de oorlog liet het bestuurscollege de school al aan haar lot over. Bestuurster Frida Vermunicht vond in 1949 geen gehoor bij de stad toen ze meldde dat de muur die de gang van de klassen op de eerste verdieping scheidde, bewoog. Ook op andere plaatsen vertoonden gevaarlijke tekortkomingen.  
De laatste vergadering van het bestuurscollege was op 16 maart 1950. Vier dagen later maakte een overheidsbesluit een definitief einde aan elke stadsinmenging. Het bestuurscollege werd vervangen door de schoolraad. 

## Naar de Albertvest als Koninklijk Lyceum

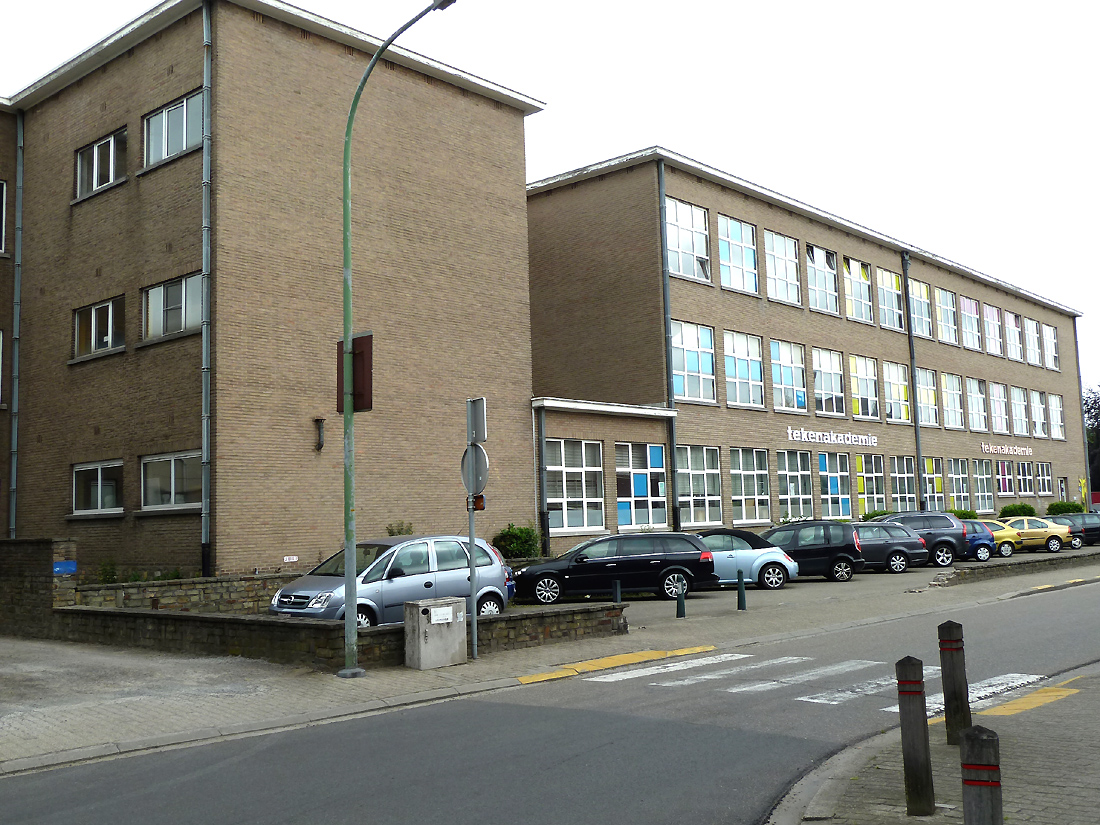
Vleugel Kliniekstraat

In 1951 besefte men ook in Brussel dat voor de Tiense meisjesschool een nieuw gebouw moest worden opgericht. Men zou putten uit het Fonds Vanderpoorten om op een grond aan de Albertvest een nieuwe school te bouwen. Toen de uitvoering van de plannen op zich liet wachten publiceerden Le Soir en de Volksgazet in 1953 vlammende artikels om de minister van openbaar onderwijs, Pierre Harmel, tot spoed aan te zetten. In januari 1954 viel tijdens een les een stuk van het plafond in een klas naar beneden. Inspecteurs verklaarden daarop gedeelten van de school ongeschikt en gevaarlijk. De hele voorbereidende afdeling moest verhuizen naar lokalen in het nieuwe atheneumgebouw. De Volksgazet en het Actiecomité voor de Verdediging van het Officieel Onderwijs maakten groot misbaar over de toestand van de Tiense Rijksmiddelbare school voor Meisjes , met goed gevolg.  In 1955 was het eerste deel van het nieuwe schoolgebouw aan de Albertvest voltooid. In 1956 werden de eerste lokalen in gebruik genomen. 
Op 1 september 1960 werd de benaming ‘Rijksmiddelbare Meisjesschool’ veranderd in ‘Koninklijk Lyceum’ met een ‘studieprefecte’ in plaats van een bestuurster aan het hoofd. 
Het studieaanbod werd vervolledigd. Van 1883 tot 1960 had de school een voorbereidende afdeling en een afdeling lager middelbaar. In september 1960 kwam er het eerste jaar hoger middelbaar bij. De afdelingen Latijn-Griekse, Latijn-wiskunde, wetenschappen en economie kregen hun eerste leerlingen. Twee jaar later had het Koninklijk Lyceum een volledig uitgebouwde middelbare afdeling. De familiale afdeling bleef bestaan en omvatte drie laarjaren.
In 1961 werd aan het lyceum een rijksinternaat voor meisjes toegevoegd. De kostschool voor leerlingen van de voorbereidende en van de middelbare afdeling werd eerst ondergebracht in de nieuwe lokalen aan de Albertvest. In 1966 verhuisde ze naar de Delportestraat 8. Toen gemengd onderwijs algemeen werd kwam er een jongensinternaat aan de Kabbeekvest 93.

## V.S.O., rationalisatie, fusies
In september 1975 werd in het Koninklijk Lyceum Tienen het eerste vso-jaar ingericht. Een nieuwe periode was aangebroken met een wijziging van de structuur. De voorbereidende afdeling werd voortaan ‘basisschool’ genoemd en fungeerde autonoom onder een eigen directrice. De eerste twee jaren van het middelbaar onderwijs vormden de ‘middenschool’ met ook een eigen leidsman. De vier overige jaren van het middelbaar vormden de ’bovenbouw’ die werd geleid door de studieprefecte. 
Een koninklijk besluit bepaalde in 1980 een schoolbevolkingsminimum voor alle door de staat georganiseerde, gesubsidieerde of erkende instellingen. Indien dit minimum niet bereikt werd, moest volgens dit rationalisatieplan de school geleidelijk opgeheven worden of fusioneren. Dit was het geval voor de rijksmiddelbare school van Boutersem: zij haalde het minimum niet zodat de middelbare afdeling op 1 september 1981 naar het Tiense lyceum verhuisde. Alleen de basisschool bleef autonoom in Boutersem bestaan. Anno 1983 telde het Koninklijk Lyceum van Tienen mede door de fusie bijna 900 leerlingen.
Eind jaren 80 begon het leerlingenaantal dramatisch te dalen zodat het Koninklijk Lyceum op zijn beurt in 1996 noodgedwongen fuseerde met het Koninklijk Atheneum. In 1999 werden de schoolgebouwen overgedragen aan het gebouwenfonds. De laatste laatste les werd gegeven in juni 2003. De basisschool Tienen-West - zoals de basisschool de laatste jaren heette - verhuisde toen naar Sliksteenvest 1, waar het naast Basisschool 'De Luchtballon' nog 1 schooljaar zou blijven bestaan. In de zomer van 2004 fuseerden basisschool Tienen-West en basisschool De Luchtballon.

## Bekende oud-leerlingen
- Julia Tulkens

### Gedicht

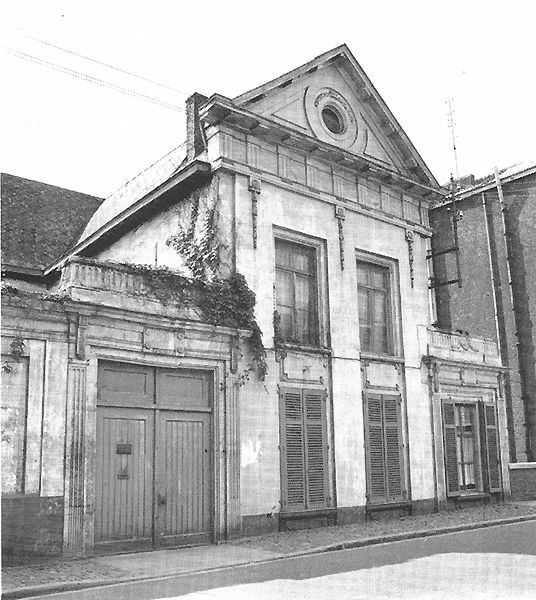
École Moyenne de l’État pour Filles - afgebroken bij de aanleg van de Tiense ring

Hoewel het oude, verkommerde gebouw van de École Moyenne aan de Bostsestraat door velen werd verwenst, dachten anderen er met heimwee aan terug. O.a. Julia Tulkens, oud-leerlinge, die in 1952 een gelegenheidsgedicht schreef voor de oud-leerlingenbond:
Ach, was ik nog het kind gebleven,
dat speelde onder 'le berceau',
ik droeg nog kleine meisjeskleren,
ik spelde nog de a, de o.
't Was toen 'Madame' of 'Mademoiselle',
'la grande salle' of 'le berceau',
de heimnis van 'la chapelle',
de wandeling in 'le préau'...
...Daar zijn de muren en de trappen,
de oude, met versleten plank,
die kraakten onder onze stappen!
Waar is de echo? Ach al lang
verloren in het lied der tijden!
Waar is uw bank en waar de mijn'?
En waar de bel, die kwam verblijden?
Waar het geluk... en waar de schijn?